# Meiogyne hainanensis
Meiogyne hainanensis är en kirimojaväxtart som först beskrevs av Elmer Drew Merrill och som fick sitt nu gällande namn av Nguyên Tiên Bân.
Meiogyne hainanensis ingår i släktet Meiogyne och familjen kirimojaväxter. IUCN kategoriserar arten globalt som sårbar. Inga underarter finns listade i Catalogue of Life.